# Biersieder
Biersieder (Maischer) ist die Berufsbezeichnung für einen im Sudhaus tätigen Brauer. In Großbrauereien nahm bzw. nimmt der Biersieder oft eine hervorragende Stellung ein (etwa vergleichbar einem Vorarbeiter).
Ein Biersieder kontrolliert, steuert und überwacht den Maischvorgang bei der Bierherstellung.
Siehe auch: Maische